# 広島桜が丘高等学校
広島桜が丘高等学校（ひろしまさくらがおかこうとうがっこう）は、広島県広島市東区にある私立の高等学校。設置者は学校法人松本学園。

## 設置学科
- 全日制課程　普通科

## 沿革
- 1901年（明治34年）4月15日 現在の東広島市の地に広島県瀬戸内高等学校の前身である私立松本学校開校
- 1914年（大正03年）4月1日 松本商業実務学校開校
- 1923年（大正12年）4月1日 実務学校令による広島県松本商業学校に改組
- 1924年（大正13年）2月13日 財団法人松本学園設立。中学校令による広島県松本中学校を併設
- 1927年（昭和02年）4月1日 広島市の現在地へ移転
- 1928年（昭和03年）4月1日 松本中学校廃止。広島県松本学校に第二本科（夜間）設置
- 1944年（昭和19年）4月1日 広島県松本商業学校を広島県松本工業学校に改組
- 1945年（昭和20年）12月1日 昼間二部制授業開始
- 1946年（昭和21年）4月1日 広島県松本工業学校廃止。広島県松本商業学校に改組
- 1947年（昭和22年）4月1日 新制の松本商業中学校設置
- 1948年（昭和23年）5月3日 広島県松本商業学校を新制の広島県松本商業高等学校に移行開校
- 1951年（昭和26年）3月15日 運営母体を財団法人松本学園から学校法人松本学園に組織変更
- 1962年（昭和37年）10月31日 学園創立開校61周年記念式典を挙行
- 1963年（昭和38年）4月1日 松本商業高等学校女子部を開設
- 1968年（昭和43年）4月1日 松本商業高等学校女子部を広島第一女子商業高等学校に校名を改称
- 1972年（昭和47年）9月1日 法人名を学校法人松本学園から学校法人瀬戸内学園に改称
- 1983年（昭和58年）11月5日 学校創立20周年記念式典を挙行
- 1993年（平成05年）11月6日 創立30周年記念式典を挙行
- 1997年（平成09年）4月1日 広島桜が丘高等学校に校名変更。普通科を設置。商業科を総合ビジネス科に改称
- 2001年（平成13年）11月20日 学校法人瀬戸内学園創立100周年記念式典を挙行
- 2004年（平成16年）4月1日 普通科男女共学化。総合ビジネス科募集停止
- 2012年（平成24年）4月13日 創立記念式典・新体育館落成記念式典を挙行
- 2013年（平成25年）10月31日 創立50周年記念式典・記念講演・記念祝賀会を挙行
- 2019年（平成31年）4月1日 法人名を学校法人瀬戸内学園から学校法人松本学園に改称

## 部活動
バレーボール部（女子）部は春の高校バレーやインターハイに出場している。

### 運動部
- ★バレーボール部（女子）
- ★サッカー部（男子）
- バスケットボール部（男子）
- バスケットボール部（女子）
- ソフトテニス部
- 硬式野球部（男子）
- ハンドボール部
- 卓球部
- 剣道部
- 柔道部
- バドミントン部
- 陸上競技部
- チアリーディング部

### 文化部
- 吹奏楽部
- 茶道部
- 和太鼓部
- 囲碁将棋部
- 放送部
- 写真部
- 演劇部
- 華道部
- イラスト部
- 美術部
- 生徒会執行部

★は強化指定部

## 所在地
- 広島県広島市東区山根町36-1

## 著名な出身者
- 緒方かな子（中條かな子）（タレント・広島東洋カープ緒方孝市監督夫人）
- 門田湖都 - バレーボール選手（群馬グリーンウイングス）